# Тарасово (Ярський район)
Тара́сово (рос. Тарасово) — присілок у складі Ярського району Удмуртії, Росія.

## Населення
Населення — 4 особи (2010, 17 у 2002).
Національний склад станом на 2002 рік:
- удмурти — 76 %